# シャルル・ルイ・オーギュスト・フーケ・ド・ベル＝イル

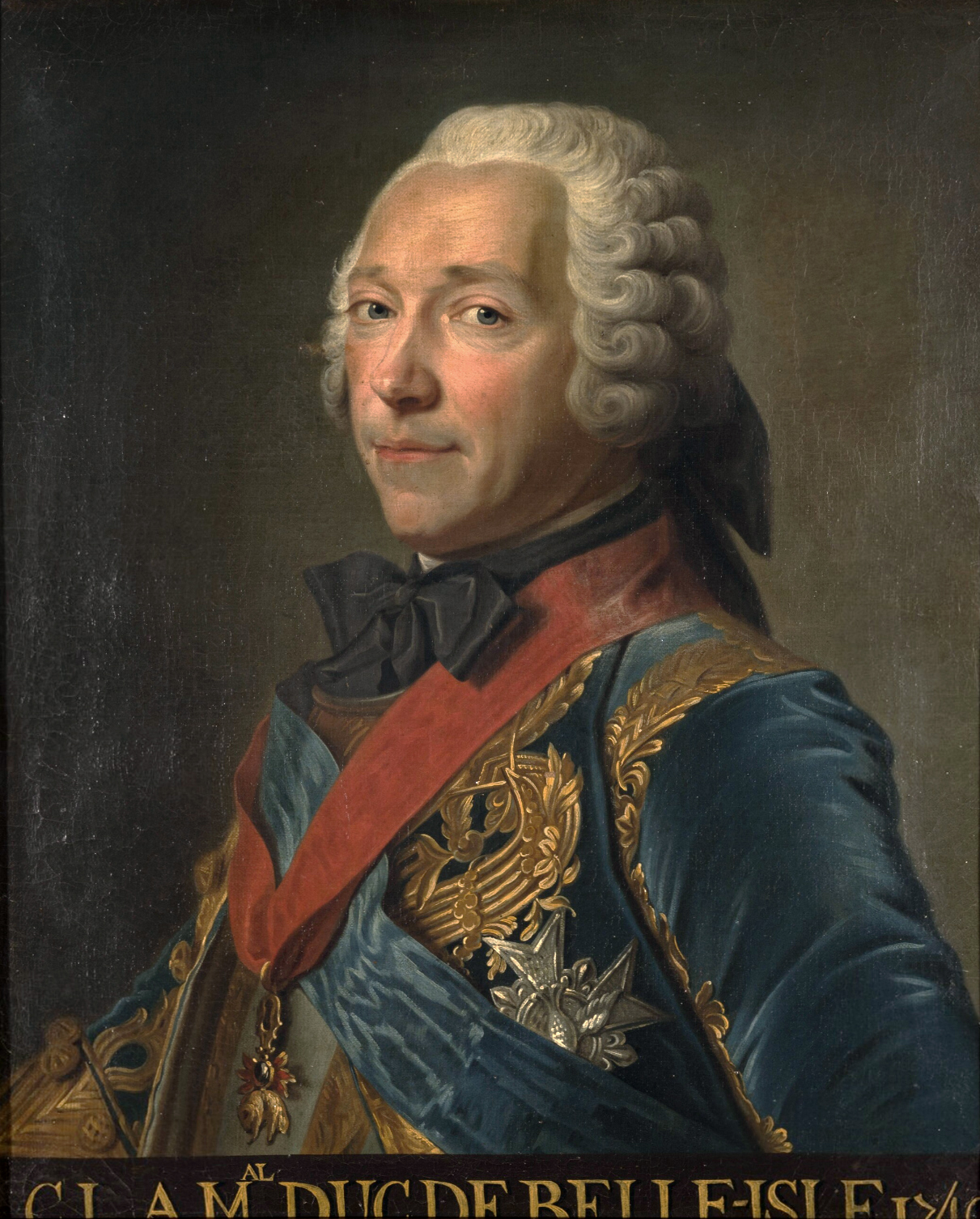
シャルル・ルイ・オーギュスト・フーケ・ド・ベル＝イル

シャルル・ルイ・オーギュスト・フーケ・ド・ベル＝イル（フランス語: Charles Louis Auguste Fouquet de Belle-Isle、1684年9月22日 - 1761年1月26日）は、フランスの貴族、軍人、外交官、政治家。はじめ伯爵、後に公爵となる。また、元帥にまで昇進し、陸軍大臣を務めた。金羊毛騎士団の一員であったほか、アカデミー・フランセーズに席をもっていた。
ルイ14世の大蔵卿ニコラ・フーケの孫にあたる。弟にルイ・シャルル・アルマン・フーケ、息子にジゾール伯ルイ＝マリー・フーケ・ド・ベル＝イルがいた。姓をベリールと表記する例も少なくない。

## 生涯
早い時期から軍務につき、スペイン継承戦争中の1708年には竜騎兵連隊を指揮する大佐となる。四国同盟戦争ではスペインに攻め込む軍団に参加した。ポーランド継承戦争ではベリック公爵ジェームズ・フィッツジェームズの指揮のもと、トリーアの占領、さらには戦略上の要地であったライン川沿いのフィリップスブルク要塞を陥落させることに大きく貢献した。同時に、この戦争の和平交渉の代表として外交官としての才能を発揮し、ルイ15世の義父にあたるスタニスワフ・レシチニスキのためにオーストリアからロレーヌ公国を割譲させた。このことは王に高く評価されて、ベル＝イルはメス、ヴェルダン、トゥールの、国境防衛上重要な三司教領の統治者に任命され、死ぬまでこの地位を保った。
ベル＝イルは当時、フランス宮廷における対オーストリア主戦論者たちのリーダー的な存在で、神聖ローマ皇帝カール6世が死んでオーストリア継承戦争が始まると、これに対する介入を強く主張した。当時のフランス宰相フルーリーは介入に消極的であったと言われているが、高齢になって指導力の衰えていたフルーリは彼らの声を抑えることができなかった。
バイエルン選帝侯カール・アルブレヒトを支援するという名目でフランス参戦が決定すると、ベル＝イルは大勢の貴族とその従者を引きつれて一大外交団を形成し、帝国領邦の宮廷を回ってカール・アルブレヒト支持を取り付ける工作を展開した。プロイセンのフリードリヒ大王がモルヴィッツの戦いでオーストリアに勝利すると、さっそく大王の陣営を訪れて同盟を結ぶことに成功した。そのまま彼はバイエルンに対する援軍として送られたフランス軍の指揮官の一人になった。
ベル＝イルの目論み通り、カール・アルブレヒトが神聖ローマ皇帝カール7世として戴冠を行った頃、オーストリアの反撃がすでに始まっており、バイエルンがオーストリアによって占領されてしまった。このとき彼はプラハの占領軍を指揮していたが、同僚のフランス軍指揮官ヴィクトル・フランソワ・ド・ブロイなどと連携がうまくいかず、フリードリヒ大王がシュレージェンの領有承認と引き換えにオーストリアと単独講和してしまったため、孤立してプラハを包囲された。
ベル＝イルはフランツ・シュテファン経由で、保証金を積んでのプラハからの自主的撤退を申し込んだが、マリア・テレジアに拒否された。やむをえず、自然休戦となる厳寒期に、油断していた包囲軍の隙をついて兵1万4千人を率い、さらにプラハから人質を連行して脱出した。プラハにはフランソワ・ド・シュベート将軍が、撤退行に耐えられない傷病兵とともに残され、人質を利用してオーストリアと交渉し、降伏した。
冬のベーメンの森林地帯を突破するこの撤退行は、非常に悲惨なものになってフランスで有名になった。寒波が襲って、焚火を囲んで休憩をとろうとした兵士たちが火を囲んだまま凍死したと言われるほどで、大量の凍死者を出し、しかもそこへ、捕虜を残酷に扱ったり、そもそも捕虜を捕ろうとしなかったりするハンガリーや軍政国境地帯の兵が追撃をかけてきたからである。ベル＝イル自身は心身に傷を負いつつもフランスに生還したが、彼の部隊は非常に多くの兵士と物資の全てを失った。
フランスにおけるこの戦争の首謀者であったはずのベル＝イルが無様な状況で本国に帰ってくると、宮廷や世論では彼を非難する声が満ち溢れた。そして一度指揮権を取り上げられた。1744年にプロイセンが第二次シュレージエン戦争を起こしてオーストリアとの戦争に復帰したとき、ベル＝イルはプロイセンに急行しようとして、道中でイギリス軍に捕えられた。
イギリスから解放された後しばらくして、ベル＝イルはイタリア戦線の指揮をジャン・バティスト・フランソワ・デマレ・ド・メイユボアから引き継ぐよう命じられた。そこでは、プロイセンと再び講和したオーストリアとサルデーニャ王国によってフランスは不利な状況に追い込まれていた。ベル＝イルは弟と一緒にフランス軍の立て直しを図った。それはある程度成功したが、1747年のアシエッタの戦いで弟が戦死した。
オーストリア継承戦争終結後10年経って、今度は陸軍大臣として七年戦争を指導することになったが、一度は強力に攻め込んでみせたフランス軍も、その後ずるずると後退し続けることしかできなかった。クレーフェルトの戦いで息子を失い、自らも戦争中の1761年に死んだ。弟も一人息子も戦死していて後継ぎはいなかったため、ベル＝イル公爵家は断絶した。